# المنقيولا
المنقيولا هي لعبة تقليدية يلعبها الناس الذين يعيشون على طول الحدود بين إثيوبيا والسودان. يتم استخدام اسم «المنقيولا» على وجه التحديد من قبل شعب (واتوات) في منطقة (أسوسا باني سايكل)، في حين أن شعب البقارة في السودان يُطلق على نفس اللعبة اسم  أم البقارة. اسم آخر يستخدم في السودان لنفس اللعبة هو (مانجالا). بالنسبة للمسلمين على الحدود السودانية الإثيوبية، (المنقيولا) هي لعبة نموذجية للعب في ساعات النهار خلال شهر رمضان.